# Where's the Revolution
Where's the Revolution este o melodie a trupei britanice Depeche Mode, lansată ca single în anul 2017. Acesta este primul single de pe cel de-al 14-lea album de studio al trupei, Spirit.

## Videoclip
Clipul este lansat pe 9 februarie 2017. Îi înfățișează pe membrii grupului într-o atmosferă distopică în alb-negru (cu câteva tușe de roșu). Este regizat de Anton Corbijn, care a colaborat în mai multe rânduri cu grupul (direcție artistică, fotografii oficiale, înregistrare a concertelor, producție de clipuri).

## Lista track-urilor
- CD single / digital download

1. "Where's the Revolution" – 4:59
2. "Where's the Revolution" (Ewan Pearson Remix) – 8:36
3. "Where's the Revolution" (Algiers Remix) – 4:55
4. "Where's the Revolution" (Terence Fixmer Remix) – 6:23
5. "Where's the Revolution" (Autolux Remix) – 4:17

- Double LP vinyl single

1. "Where's the Revolution" (Autolux Remix) – 4:17
2. "Where's the Revolution" (Pearson Sound Remix) – 6:28
3. "Where's the Revolution" (Algiers Click Farm Remix) – 3:28
4. "Where's the Revolution" (Simian Mobile Disco Remix) – 8:46
5. "Where's the Revolution" (Pearson Sound Beatless Remix) – 4:20
6. "Where's the Revolution" (Simian Mobile Disco Dub) – 8:45
7. "Where's the Revolution" (Terence Fixmer Spatial Mix) – 6:34
8. "Where's the Revolution" (Patrice Bäumel Remix) – 6:57
9. "Where's the Revolution" (Ewan Pearson Kompromat Dub) – 8:20

## Echipa de creație
- Martin Gore – compozitor, versuri
- James Ford – tobe, mixer, producător
- Matrixxman – programare
- Kurt Uenala – programare
- Jimmy Robertson – inginer, mixer
- Connor Long – inginer secund
- Oscar Munoz – inginer secund
- David Schaeman – inginer secund
- Brendan Morawski – inginer secund, asistent de mix
- Brian Lucey – mastering